# DPG Media
DPG Media (appelé De Persgroep jusqu'en mai 2019, date de la fusion-absorption avec sa filiale Medialaan) est un groupe de presse et de médias belge créé en 1999. Le groupe est actif en Belgique, aux Pays-Bas et au Danemark.

## Histoire
Fin mai 2019, De Persgroep fusionne avec sa filiale Medialaan et se renomme DPG Media.
En juin 2021, RTL Belgium est vendue à un duo composé du groupe Rossel et de DPG Media pour 250 millions d'euros.
En décembre 2023, RTL Group annonce la vente de RTL Nederland à DPG Media pour 1,1 milliard de dollars.
Le 1er juillet 2025, RTL Nederland devient une filiale de DPG Media.

## Activités

### Audiovisuel

#### Belgique
- VTM
- VTM 2
- VTM 3
- VTM 4
- VTM Kids
- VTM Gold
- Qmusic
- Joe
- Willy
- RTL Belgium (50 %)
  - RTL TVI
  - RTL Club
  - RTL Plug
  - Bel RTL
  - Radio Contact
  - Mint

#### Pays-Bas
- Qmusic
- AT5 (33,3 %), chaîne de télévision locale amstellodamoise rachetée en 2012 par Het Parool, RTV Noord-Holland et l'AVRO[5].
- RTL Nederland

### Presse

#### Belgique
- Het Laatste Nieuws
- De Morgen
- Vacature (nl), journal d'offres d'emploi, partiellement propriété du groupe Rossel

Anciennement
- Mediafin (nl), fait partie de Roularta Media Group depuis 2018
  - De Tijd, demi-propriété du groupe Rossel jusqu'en 2018
  - L'Écho, demi-propriété du groupe Rossel jusqu'en 2018

#### Danemark
- Berlingske Media
  - Berlingske, quotidien
  - B.T., quotidien
  - Weekendavisen, hebdomadaire

#### Pays-Bas

##### Quotidiens nationaux
- Algemeen Dagblad
- De Volkskrant
- Trouw

Trouw, Algemeen Dagblad et De Volkskrant ont été rachetés en 2009 par l'ancien PCM Uitgevers, devenu De Persgroep Nederland.

##### Quotidiens régionaux
- Het Parool (Amsterdam)

Rachetés en 2015 de l'ancien groupe Wegener :
- Brabants Dagblad
- BN DeStem (nl)
- De Gelderlander (nl)
- De Stentor (nl)
- De Twentsche Courant Tubantia (nl)
- Eindhovens Dagblad (nl)
- Provinciale Zeeuwse Courant (nl)
- divers journaux gratuits de porte-à-porte (environ 150)

### Magazines

#### Belgique
Filiale De Persgroep Publishing
- Dag Allemaal (nl) / Expres (nl)
- Goed Gevoel (nl)
- TV Familie (nl) / Blik (nl)
- Uw Vermogen
- Woef (nl)
- Humo, hebdomadaire repris du groupe Sanoma Media Belgium en mai 2015
- Story (nl), hebdomadaire repris du groupe Sanoma Media Belgium en mai 2015
- TeVe blad, hebdomadaire repris du groupe Sanoma Media Belgium en mai 2015
- Vitaya, mensuel repris du groupe Sanoma Media Belgium en mai 2015

Magazines urbains gratuits :
- DM.city
  - DM.city Brussel & Leuven (Bruxelles, Louvain)
  - DM.city Antwerpen (Anvers)
  - DM.city Gent (Gand)

Anciennement
- Genieten (nl), vendu en 2008, intégré depuis 2013 dans le magazine Grande (nl)
- Joepie (nl), disparu en 2015
- Netwerk (nl), disparu en 2007

#### Pays-Bas
- VNU Media (nl)
  - Intermediair

À l'été 2004, les magazines urbaines Zone sont créés aux Pays-Bas. Premièrement à Rotterdam (Zone 010/) et à Amsterdam (Zone 020/) et ensuite à Utrecht (Zone 030/) et à La Haye (Zone 070/). Les magazines ont disparu à la fin de 2006 sans avoir obtenu le succès escompté.

## Identité visuelle

Logo de De Persgroep jusqu'en mai 2019.

Logo de DPG Media depuis 2019.

### Médias numériques

#### Belgique
- Spaargids.be
- Guide-epargne.be
- Tweakers (nl)
- 7sur7.be

#### Pays-Bas
- VNU Media (nl)
  - Intermediair.nl
  - Nationale Vacaturebank
- Automobile et technologie
  - Computable (nl)
  - Tweakers (nl)
  - Hardware.info
  - Carsom.nl
  - Autotrack